# Naima Sahlbom
Naima Sahlbom   (Estocolm, 15 de maig de 1871 - Estocolm, 29 de març de 1957) va ser una química sueca, mineralogista, i activista per la pau. És considerada una de les més notables químiques de Suècia de finals del segle xix i començaments del segle xx.

## Biografia
Sahlbom va néixer a Estocolm, Suècia, el 15 de maig de 1871. Era filla de Charlotte (de soltera Hallin) Sahlbom i Gustav Valfrid Sahlbom, enginyer civil. Quan era jove, va assistir a la Wallinska Girls' School, la primera institució educativa de Suècia a oferir educació preparatòria universitària per a noies. Amb una inclinació científica, Sahlbom va ser voluntària al Laboratori de l'Aigua d'Estocolm, on va obtenir l'experiència principal de laboratori. El 1893 va aprovar els exàmens d'ingrés per assistir a l'Stockholm högskola (ara Universitat d'Estocolm), on va adquirir experiència en l'anàlisi de minerals. Proposada per Helge Bäckström, Sahlbom es va incorporar com a membre de la Societat Geològica d'Estocolm el 10 de maig de 1894. El 1894 va assistir a la Universitat d'Uppsala, es va especialitzar en geologia i es va graduar el 1896.

## Recerca científica
El 1897 Sahlbom va publicar el primer article acadèmic, i les seves troballes detallaven una anàlisi mineral de les roques recollides a l'illa d'Alnön. L'any 1900 va publicar, juntament amb Johan Gunnar Andersson, de la Universitat d'Uppsala, un estudi col·laboratiu sobre el contingut de fluor en fosforits suecs. El document va assenyalar una similitud en la composició química del mineral de fluorapatita entre dos invertebrats marins: el fòssil de braquiòpode Obolid i la Lingula anatina. Amb finalitats financeres, Sahlbom va declinar una oportunitat de recerca d'Arvid Högbom, de la Universitat d'Uppsala, i va acceptar una oferta de treball de John Landin per treballar en una empresa d'enginyeria química a Estocolm. Posteriorment, de 1902 a 1903, va ser contractada pel Servei Geològic de Finlàndia a Hèlsinki, on va ser la primera dona que es va iniciar a la Societat Química finlandesa. A causa de la seva associació amb Hjalmar Sjögren, antiga professora de mineralogia i geologia a la Universitat d'Uppsala i aleshores directora del departament de mineralogia del Museu Suec d'Història Natural, Sahlbom va ampliar la seva experiència en anàlisi de minerals treballant al departament de mineralogia del Museu Suec d'Història Natural.
Durant 1903 i 1904, els científics anglesos van publicar investigacions sobre radioactivitat a la revista científica Nature. En el primer número de 1904, R. J. Strutt constatava que s'havia detectat radi en els gasos de les fonts de Bath. En el número següent, Baron Blythswood i H. S. Allen informaven de proves de gasos radioactius a les fonts minerals de Buxton. A partir de les troballes, Sjögren va recomanar a Sahlbom que analitzés la radioactivitat a les aigües sueques i la va referir a Alexander Classen a Aquisgrà. El 1904 Sahlbom va ser alumne de Classen i va revisar les tècniques radioactives. El 1905, les fonts minerals que havia provat en primer lloc van produir dades que es desviaven del resultat inicial, fins i tot entre les fonts adjacents. El 1906, per iniciativa dels balnearis, va continuar analitzant les fonts del centre i el sud de Suècia. Les seves troballes van demostrar una manca de correlació entre la composició química dels recursos hídrics i la radioactivitat, així com la profunditat dels pous i la radioactivitat. Es va mostrar, en canvi, una correlació entre la geologia dels recursos hídrics i la radioactivitat. Roca arenisca a Helsingborg i pous de granit es mostren entre les concentracions més altes de gasos radioactius. Sahlbom va deduir que els recursos hídrics acumulaven gasos radioactius fluint a través de la roca base, que contenia radi. El 1907 Sahlbom i Sjögren van publicar un article sobre 59 fonts i pous a Suècia. El document donava suport a l'evidència d'emanació radioactiva a les aigües minerals.
En la caiguda de 1907, Sahlbom va ser admesa a la Universitat de Basilea. Per seguir amb els seus estudis, va declinar una oferta de recerca de Sjögren. Assessorada per Friedrich Fichter, de la Universitat de Basilea, Sahlbom va completar la seva tesi, una investigació sobre una anàlisi capil·lar de solucions col·loïdals. El 1910 Sahlbom va presentar la tesi a la Universitat de Neuchâtel i es va doctorar en física i química. El 1914, amb l'aportació de Helge Backlund, Sahlbom va establir un laboratori a Estocolm, on es va especialitzar en mineralogia aquosa. Analista química autònoma, Sahlbom va ser contractada per mineralogistes i petrògrafs per la seva feina competent. El 1916 va publicar un segon informe sobre mineralogia i radioactivitat, amb 400 fonts i pous analitzats. El document confirmava que la radioactivitat de les aigües minerals estava relacionada amb la geologia. En conjunt, les roques àcides i primàries donaven lloc a emanacions més radioactives, mentre que les roques màfiques i sedimentàries demostraven menys radioactivitat.

## Activisme per la pau
Mentre estudiava a Aquisgrà, Basilea i Neuchâtel, Sahlbom va donar suport al moviment de dones escrivint en publicacions periòdiques a Suècia.
Des de 1919 fins a 1944, Sahlbom va ser membre de la junta de ̟la Internationella Kvinnoförbundet för Fred och Frihet (IKFF), la divisió sueca de la Lliga Internacional de les Dones per a la Pau i la Llibertat (WILPF). L'abril de 1924, Sahlbom i Gertrud Woker van assistir a la conferència de la Societat Química Americana a Washington. Durant una pràctica d'armes químiques en un arsenal, van estudiar la gravetat de la guerra científica. A causa d'un canvi de vent, Sahlbom, Woker i diversos científics van estar exposats a gasos lacrimògens. El novembre de 1924, el Quart Congrés Internacional de la WILPF es va reunir a Washington, D.C. A la reunió, Ester Akesson-Beskow, Sahlbom i Woker van anunciar la formació del Comitè Contra la Guerra Científica, del qual Sahlbom era la presidenta.
En oposició a la utilització de la guerra científica, Sahlbom va publicar un article, titulat "Giftgasvapnet" (Armes de gas verinós), el 1925. Hi sostenia que emprar recerca científica per desenvolupar armes químiques era reductor perquè la guerra tenia un impacte significatiu en els civils. L'IKFF va avalar l'article de Sahlbom. El 1929 l'IKFF va dur a terme una conferència a Frankfurt, on es van discutir estratègies alternatives de guerra.A la dècada de 1930, Greta Engkvist i Sahlbom van viatjar per l'est i el sud d'Europa per defensar la WILPF. Sahlbom va ser nomenada presidenta de la secció de la WILPF de Suècia el 1935.
Per les seves dècades d'activisme, Sahlbom va rebre la medalla Illis Quorum el 1946, dos anys després d'haver dimitit com a membre de l'IKFF.
A l'edat de 85 anys, Sahlbom va morir en una residència d'Estocolm el 29 de març de 1957.